# Herrljunga landskommun
Herrljunga landskommun var en tidigare kommun i dåvarande Älvsborgs län.

## Administrativ historik
Denna kommun bildades  i Herrljunga socken i Kullings härad i Västergötland när 1862 års kommunalförordningar trädde i kraft.  
24 augusti 1906 inrättades i kommunen  Herrljunga municipalsamhälle.
Kommunen utökades vid 1952 års kommunreform genom sammanläggning med kommunerna Eggvena, Fölene, Remmene och Tarsled samt delen Bråttensby församling ur Bråttensby och Landa landskommun. 1953 ombildades kommunen till Herrljunga köping som 1971 ombildades till Herrljunga kommun.
Kommunkoden 1952 var 1528.

### Kyrklig tillhörighet
I kyrkligt hänseende tillhörde kommunen Herrljunga församling. Den 1 januari 1952 tillkom församlingarna Bråttensby, Eggvena, Fölene, Remmene och Tarsled.

## Geografi
Herrljunga landskommun omfattade den 1 januari 1952 en areal av 92,69 km², varav 92,01 km² land.

## Politik

### Mandatfördelning i Herrljunga landskommun, valen 1938-1950
| 8 | 2 | 5 | 5 |

| 18 |

| 8 | 2 | 6 | 4 |

| 17 | 3 |

| 1 | 7 | 1 | 7 | 4 |

| 16 | 4 |

| 10 | 8 | 11 | 6 |

| 30 | 5 |